# Shenton Way (métro de Singapour)
Shenton Way est une station de métro à Singapour. Située sur la Thomson–East Coast line du métro de Singapour entre Maxwell et Marina Bay, elle est ouverte depuis le 13 novembre 2022.